# Tomáš Sak
Tomáš Sak (Djakov, Chorvatsko, Kroatië, 28 oktober 1928) is een Tsjechisch componist, dirigent en muziekpedagoog.

## Leven
Sak, die in Pilsen woont, ging aan de Stedelijke muziekschool van Bedřich Smetana in Pilsen en studeerde viool, compositie en bij Antonín Barták dirigeren. Hij was lid van het Philharmonisch Orkest van Pilsen. Verder dirigeert hij verschillende koren. Als trompettist werkte hij ook in orkesten, zoals bij de omroep en de opera.
Sinds de jaren 1970 is hij ook als componist bezig, vooral voor de harmonieorkesten. Als dirigent van zijn eigen composities werkt hij met een reeks van Tsjechische en buitenlandse orkesten samen, onder ander met het Royal Welsh Orchestra en met het harmonieorkest van de United States Air Forces in Europe (USAFE), dat door Glenn Miller werd opgericht.

## Composities

### Werken voor harmonieorkest
- 1975 Hory, doly, černý les
- 1997 Burlesque
- 1998 Doma je doma, wals
- 1998 Hraje celá rodina, polka
- 2004 Jesenické pastorále, pastorale
- Air Force March
- Burleska
- Danke, Hubert!, polka voor flügelhoorn en harmonieorkest
- Dožínkový furiant, voor groot harmonieorkest
- Eine fröhliche Runde, polka
- Fröhlicher Abend, polka
- Home is Home, polka
- Jó, jó polka
- Metro Galop
- Myslivče, myslivče, polka
- Scherzo fugato
- Španělský tanec (Spaanse dans)
- The Whole Family Plays, polka
- Unsere Tenöre, polka
- Veselá regata
- Zwei Schwestern, polka voor 2 flügelhoorns en harmonieorkest

### Werken voor accordeon
- Šumavské kvítí, wals

## Publicaties
- Jaroslav Fiala: 'Tomáš Sak skládá nejen pro dechy'. in: Plzeňský deník. — ISSN 1210-5139. — Roč. 13, č. 238 van 12.10.2004, p. 29

- Nationale Bibliotheek van Tsjechië: mzk2003167690
- Virtual International Authority File: 84537479